# Јангџоу
Јангџоу (扬州) град је Кини у покрајини Ђангсу. Према процени из 2009. у граду је живело 540.530 становника.

## Становништво
Према процени, у граду је 2009. живело 540.530 становника.
| 1990.   | 2000.   | 2009    |
| ------- | ------- | ------- |
| 305.522 | 524.399 | 540.530 |

## Градови-побратими
- Ацуги
- Jeju, Jeju
- Кент
- Вон
- Римини
- Разград
- Бри
- Карацу
- Нара
- Порируа
- Колчестер[2]
- Бреда
- Балашиха
- Јангон[3]
- Херцлија
- Вестпорт